# Azusa Senō
Azusa Senō ou Seno, Senoh, Senou (瀬能あづさ, Senō Azusa, née le 3 avril 1973 à Atsugi, préfecture de Kanagawa, au Japon) est une chanteuse-idole japonaise des années 1990. Elle débute en 1989 avec le groupe J-pop féminin CoCo, qu'elle quitte en 1992 pour se consacrer à sa carrière en solo commencée parallèlement en 1991 avec la chanson Mō Nakanaide, générique d'ouverture de la série anime Ranma ½. Elle sort sept singles, deux albums et deux photobooks (livres de photo) en solo jusqu'en 1993, avant de se retirer. Elle épouse le joueur de baseball Takuro Ishii en mars 1996, mais en divorce en 2000. En 2003, elle enregistre sous le surnom AZU un mini-album uniquement disponible en téléchargement, puis sort en 2004 un photobook sexy.

## Discographie

### Singles
- 04/09/1991 : Mō Nakanaide (もう泣かないで?)
- 15/01/1992 : Mitsumete itemo (見つめていても?)
- 03/06/1992 : Kimi no tsubasa ~daijoubu dakara~ (君の翼～だいじょうぶだから～?)
- 21/10/1992 : Anata-ja nakereba (あなたじゃなければ?)
- 19/02/1993 : I Miss You
- 18/06/1993 : Shitsuren Cafe (失恋カフェ?)
- 21/10/1993 : Aki (秋?)

### Albums
Albums studio
- 21/08/1992 : Crystal Eyes
- 21/07/1993 : Horizon

Compilations
- 19/09/2002 : My Collection : Senō Azusa Best (Myこれ!クション 瀬能あづさBEST?)
- 16/07/2008 : My Colle! Choice : Crystal Eyes + Single Collection (Myこれ!チョイス Crystal Eyes+シングルコレクション?)
- 19/05/2010 : My Colle! lite Series : Senō Azusa (Myこれ!Liteシリーズ 瀬能あづさ?)

Mini album
- 2003 : Ai suru koto no imi wasurezu ni itara (愛することの意味 忘れずにいたら?) (sous le nom AZU, en téléchargement)

## Photobooks
- 1991 : Yokan
- 1992 : Liberty
- 2004 : Legende